# 301623 Wynn-Williams
301623 Wynn-Williams è un asteroide della fascia principale. Scoperto nel 2010, presenta un'orbita caratterizzata da un semiasse maggiore pari a 2,3545054 au e da un'eccentricità di 0,0797329, inclinata di 7,28742° rispetto all'eclittica.